# 巴斯泰山
71°22′S 13°32′E / 71.367°S 13.533°E
巴斯泰山（德語：Bastei）是南極洲的山峰，位於東部南極洲的毛德皇后地，屬於格魯伯山脈的一部分，處於門采爾山以西3.7公里，海拔高度2,460米，該山峰由德國的探險隊發現。